# Transports en bus de la région de Turku
Les transports en bus de la région de Turku (en finnois : Turun seudun linja-autoliikenne) est une service public de transports par bus de la région de Turku en Finlande.

## Description
Le service de bus couvre le trafic local à Turku, Kaarina, Raisio, Naantali et Lieto, ainsi que le trafic régional qui traverse les frontières de ces municipalités, qui s'étend également à Rusko.
Le bureau des transports publics de Turku (fi) est responsable de la planification et de la programmation du trafic des bus.
Les transports publics de la région de Turku (fi), ou Föli sont l'autorité de tutelle des transports publics par bus.

## Lignes
| Ligne                                  | Parcours | Opérateur                 |
| Lignes régionales                      | Lignes régionales | Lignes régionales         |
| -------------------------------------- | --- | ------------------------- |
| 2B, 2C                                 | Littoinen – Kohmo – keskusta – Länsinummi / Liljalaakso | Savonlinja                |
| 6, 7, 7A                               | Naantali – Raisio – keskusta – Lieto / Kaarina | Nobina Oy                 |
| 21, 23                                 | Turku (Puutori) – Moisio – Paattinen – Tortinmäki (–Parc national de Kurjenrahka)                                                                                                  | LS-Liikennelinjat         |
| 22, 22C                                | Turku (Puutori) – Moisio – Jäkärlä (–Rauhakylä) | LS-Liikennelinjat         |
| 201, 203                               | Turku (keskusta) – Kaanaa – Naantali – Merimasku – Velkua | Länsilinjat               |
| 206                                    | Turku (Puutori) – Raisio – Alhainen – Kaanaa | Länsilinjat               |
| 220, 221                               | Mylly – Ihala – Turku (keskusta) – Ylioppilaskylä / Kaarina | LS-Liikennelinjat         |
| 300, 301, 302, 303                     | Turku (Puutori) – Kuninkoja – Mylly / Petäsmäki / Rusko / Vahto | LS-Liikennelinjat         |
| 401, 402                               | Turku (Puutori) – Ilmarinen – Lieto gare | LS-Liikennelinjat         |
| 413                                    | Turku (Gare routière) – Lieto gare (–Aura) | LS-Liikennelinjat         |
| 612, 614, 615                          | Turku (keskusta) – Lieto – Tarvasjoki | Vainion Liikenne          |
| 700, 701, 703, 704, 705, 706, 707, 709 | Turku (Puutori) – Piikkiö (–Paimio) | LS-Liikennelinjat         |
| 801                                    | Turku (Gare routière) – Kaarina – Kuusisto (–Parainen) | LS-Liikennelinjat         |
| Lignes à Turku                         | |                           |
| 1                                      | Aéroport de Turku – keskusta – Port de Turku | Turun Kaupunkiliikenne    |
| 2, 2A                                  | Kohmo – keskusta – Länsinummi / Liljalaakso | SL-Autolinjat             |
| 3, 30                                  | Majakkaranta – Itäinen Rantakatu – keskusta – Itäinen Pitkäkatu – Majakkaranta | Turun Kaupunkiliikenne    |
| 8                                      | Puutori – Ruissalo | SL-Autolinjat             |
| 9                                      | Vaala – Skanssi – keskusta – Katariina | SL-Autolinjat             |
| 12                                     | Varissuo – keskusta – Härkämäki | SL-Autolinjat             |
| 13                                     | Takakirves / Piscine d'Impivaara – keskusta – Uittamo | SL-Autolinjat             |
| 14, 15                                 | Saramäki – Oriketo – keskusta – Erikvalla/Kakskerta | V-S Bussipalvelut         |
| 18                                     | Runosmäki – keskusta – Harittu | LS-Liikennelinjat         |
| 20                                     | Puutori – Logomo – Muhkuri | SL-Autolinjat             |
| 21, 21A, 21B 23, 23A, 23B              | Puutori – Moisio – Paattinen – Tortinmäki | LS-Liikennelinjat         |
| 22, 22C                                | Puutori – (Moisio) – Yli-Maaria – Jäkärlä (– Rauhakylä) | LS-Liikennelinjat         |
| 22A, 22B                               | Puutori – Oriketo – Jäkärlä – Auvaismäki / Tortinmäki | LS-Liikennelinjat         |
| 32, 42                                 | Varissuo – Gare de Kupittaa – keskusta – Chantier naval de Perno / Pansio | Nobina Oy                 |
| 32A                                    | Varissuo – keskusta | Nobina Oy                 |
| 50, 51, 53, 54                         | Ylioppilaskylä – keskusta – Moikoinen – Oriniemi / Maanpää / Papinsaari | Turun Kaupunkiliikenne    |
| 55, 56                                 | Räntämäki – Halinen – keskusta – Haarla / Toijainen | Turun Kaupunkiliikenne    |
| 55A                                    | Halinen – keskusta | Turun Kaupunkiliikenne    |
| 60                                     | Suikkila – keskusta – Vaala | SL-Autolinjat             |
| 61                                     | Ilpoinen – keskusta – Logomo – Vienola | SL-Autolinjat             |
| 88                                     | Länsikeskus – Nättinummi – Hepokulta – Länsikeskus | LS-Liikennelinjat         |
| 99                                     | Ilpoinen / Uittamo – Skanssi – Länsikeskus – Perno/Pansio | Länsilinjat               |
| 100                                    | Ligne spéciale keskusta vers Centre de congrès ou Turkuhalli | LS-Liikennelinjat         |
| 101                                    | Ligne spéciale keskusta - Logomo | LS-Liikennelinjat         |
| 102                                    | Ligne spéciale keskusta - Centre sportif de Kupittaa | LS-Liikennelinjat         |
| Lignes de nuit à Turku                 | |                           |
| 28                                     | Kohmo – Keskusta – Länsinummi | SL-Autolinjat             |
| 31                                     | Varissuo – Keskusta – Perno | LS-Liikennelinjat         |
| 33                                     | Vaala – Keskusta – Vienola | SL-Autolinjat             |
| 34                                     | Runosmäki – Keskusta – Uittamo – Ilpoinen | LS-Liikennelinjat         |
| 36                                     | Halinen – Ylioppilaskylä – Keskusta – Haarla | Turun Kaupunkiliikenne    |
| 82                                     | Tortinmäki – Moisio – Jäkärlä – Keskusta | LS-Liikennelinjat         |
| Lignes de travail à Turku              | |                           |
| 58                                     | Haarla – Moikoinen – Gare de Kupittaa – Vaapukkatie | Turun Kaupunkiliikenne    |
| 80                                     | Runosmäki – Chantier naval de Perno | LS-Liikennelinjat         |
| 90, 91                                 | Varissuo – Uittamo –Perno/Pansio | SL-Autolinjat             |
| 92, 93                                 | Chantier naval de Perno/Pansio – Keskusta – Varissuo | Nobina Oy                 |
| Lignes scolaires à Turku               | |                           |
| 52                                     | Papinsaari/Haarla – Moikoinen – Kaskenkatu – Keskusta – Maariankatu | Turun Kaupunkiliikenne    |
| 67                                     | Katariina – Harittu – École d'Ilpoinen | LS-Liikennelinjat         |
| 73                                     | Saramäki – Haaga – Halinen – Kärsämäki – Lycée de Turku | Turun Kaupunkiliikenne    |
| 74                                     | Varissuo – Hannunniittu – École de Nummenpakka | Turun Kaupunkiliikenne    |
| 72                                     | École d'Haarla – Kakskerta | V-S Bussipalvelut         |
| 77                                     | Paattinen – Lycée de Turku – École de Rieskalähti | LS-Liikennelinjat         |
| 78                                     | Jäkärlä – Lycée de Turku | LS-Liikennelinjat         |
| 83                                     | École de Rieskalähti – Vienola–Perno | LS-Liikennelinjat         |
| Lignes de service à Turku              | |                           |
| P1                                     | Lehmusvalkama – Keskusta – Kasarminkatu | V-S Bussipalvelut         |
| P2                                     | Skanssi – Puutori | V-S Bussipalvelut         |
| P3                                     | Ilpoinen – Mälikkälä | V-S Bussipalvelut         |
| Lignes de Kaarina                      | |                           |
| K1                                     | Auranlaakso – Littoinen – Oskarinaukio | LS-Liikennelinjat         |
| K2                                     | Kuusisto – Oskarinaukio – Lemunniemi | LS-Liikennelinjat         |
| K4                                     | Harvaluoto – Piikkiön keskusta – Rungon koulu | LS-Liikennelinjat         |
| K5                                     | Piikkiön alue | LS-Liikennelinjat         |
| K6, 707                                | Hepojoki – Piikkiö | LS-Liikennelinjat         |
| K6, 701                                | Toivonlinna – Piikkiön keskusta | LS-Liikennelinjat         |
| Lignes de Raisio                       | |                           |
| R1, R2                                 | Petäsmäki – Kaanaa | Länsilinjat               |
| Lignes de Naantali                     | |                           |
| N1                                     | Kanta-Naantali | LS-Liikennelinjat         |
| N2, N3, N4 N5, N6, 203                 | Naantali – Rymättylä/Merimasku | Länsilinjat               |
| N7                                     | Luonnonmaa | LS-Liikennelinjat         |
| N8                                     | Merimasku | LS-Liikennelinjat         |
| N9                                     | Velkua | LS-Liikennelinjat         |
| N10                                    | Rymättylä (nord) | LS-Liikennelinjat         |
| N11                                    | Rymättylä (Village) | LS-Liikennelinjat         |
| N12                                    | Rymättylä (Aaslaluoto ) | LS-Liikennelinjat         |
| N10, N13                               | Haapala – Poikko – Naantali | LS-Liikennelinjat         |
| Lignes de Lieto                        | |                           |
| L1, L2                                 | Littoinen–Suopohja – Liedon koulukeskus – Jokilaakson koulu/Littoinen – Loukinainen – Liedon koulukeskus                                                                           | LS-Liikennelinjat         |
| L3                                     | Paavola – Arosuo – Päivästö – Sikilä – Liedon asemanseutu – Ilmaristen koulu – Liedon koulukeskus                                                                                  | LS-Liikennelinjat         |
| L4                                     | Ilmaristen koulu – Rauhakylä – Liedon asemanseutu – Vintala – Keskusta – Koulukeskus                                                                                               | LS-Liikennelinjat         |
| L5, L6                                 | Yliskulma – Liedonperä – Tarvasjoki – Liedonperä – Pyhältö – Saukonoja – Liedon koulukeskus – Jokilaakson koulu/Liedon koulukeskus – Yliskulma – Tarvasjoki – Liedonperä – Nuolemo | LS-Liikennelinjat         |
| L7                                     | Ilmaristen koulu – Teijula – Keskusta – Koulukeskus | LS-Liikennelinjat         |
| L8                                     | Hämeentien, Saukonojan, Yliskulman alueet | Vesman Liikenne / Jalobus |
| L9                                     | Liedon asemanseudun, keskustan alueet | Vesman Liikenne / Jalobus |
| L10                                    | Keskusta – Suopohja – Littoinen – Loukinainen – keskusta | Vesman Liikenne / Jalobus |
| L11                                    | Tarvasjoki – Yliskulma – Jokilaakson koulu | Vesman Liikenne / Jalobus |
| L12                                    | Keskusta – Tarvasjoki – Liedonperä – Saukonoja – Keskusta | Vesman Liikenne / Jalobus |
| L13                                    | Littoinen – Tuulissuo – Loukinainen – keskusta | Vesman Liikenne / Jalobus |
| L14                                    | Loukinainen – Avanti | LS-Liikennelinjat         |
| L15                                    | Koulukeskus – Teijula – Vilkkimäki | Vesman Liikenne / Jalobu  |

## Galerie

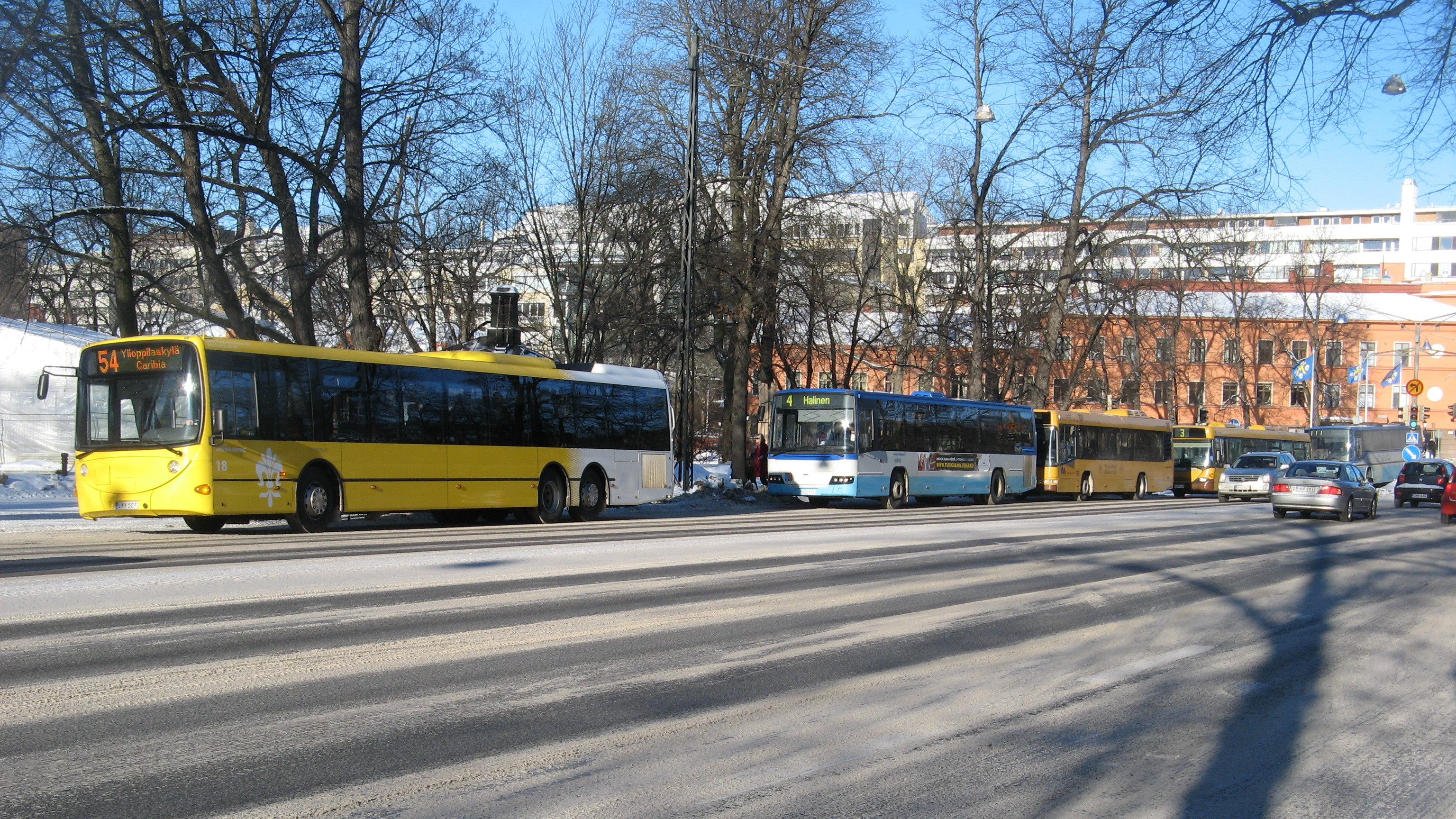
Bus à proximité de la cathédrale de Turku.
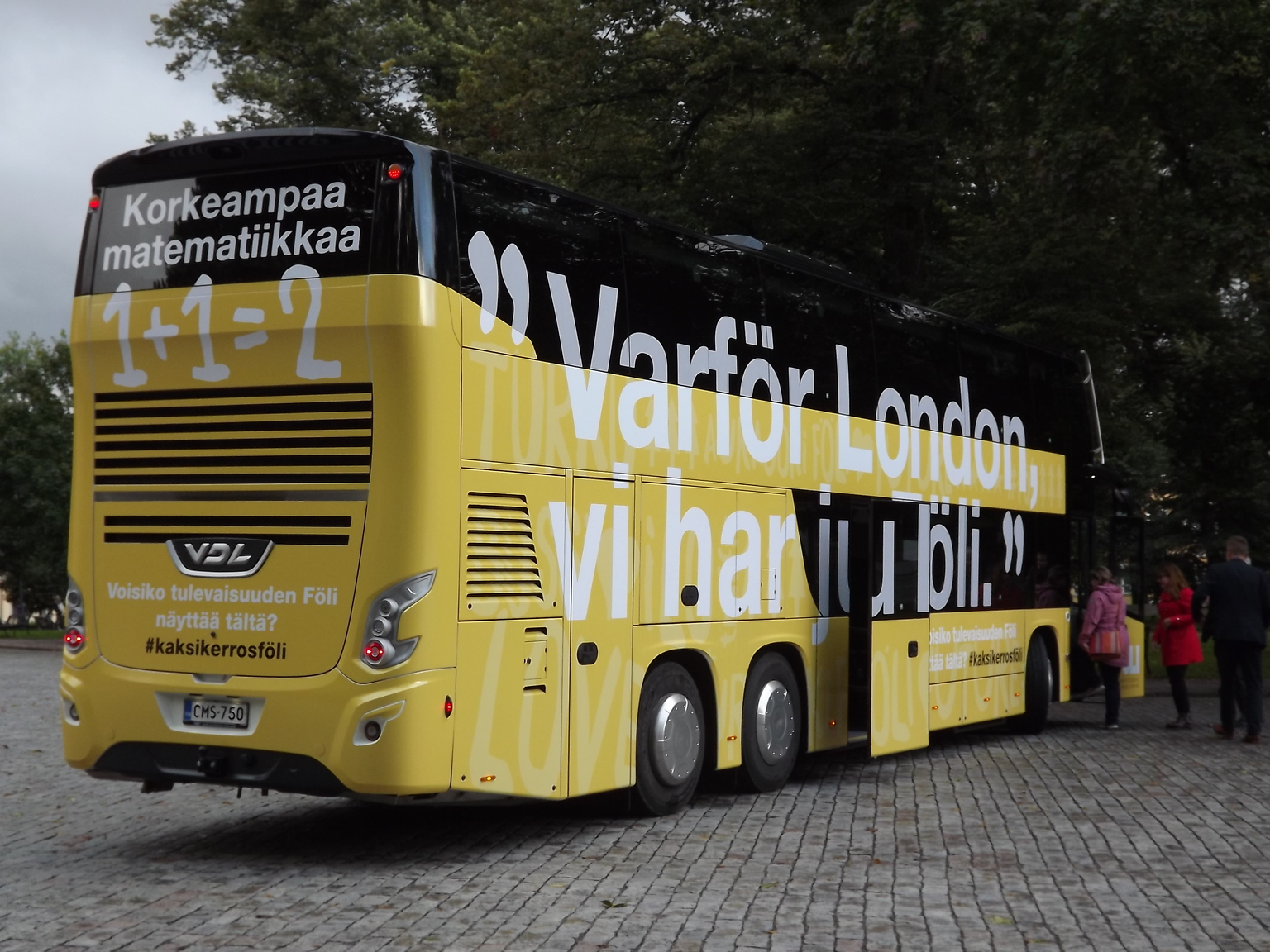
Bus à deux étages.
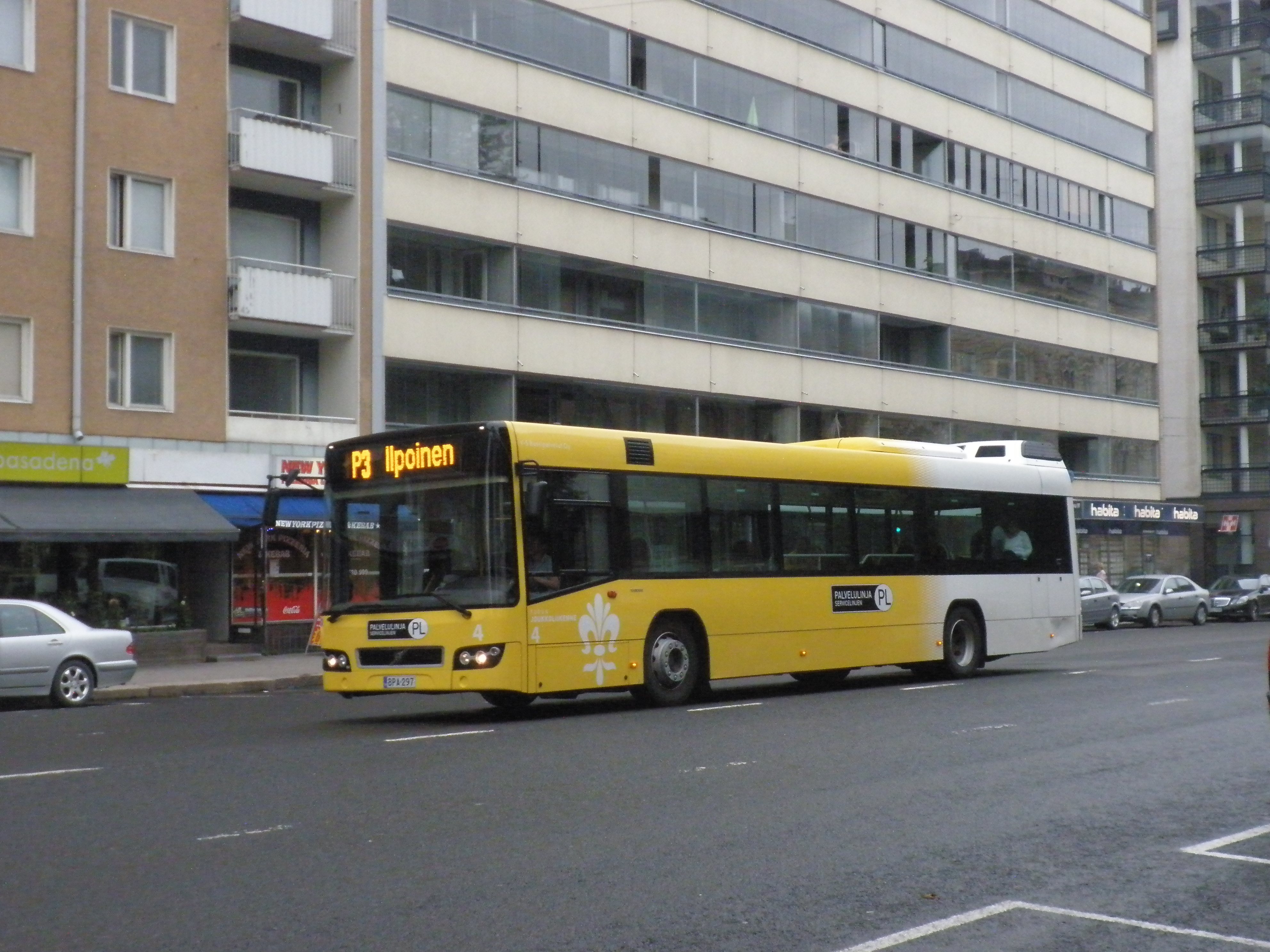
Bus de la ligne P3.
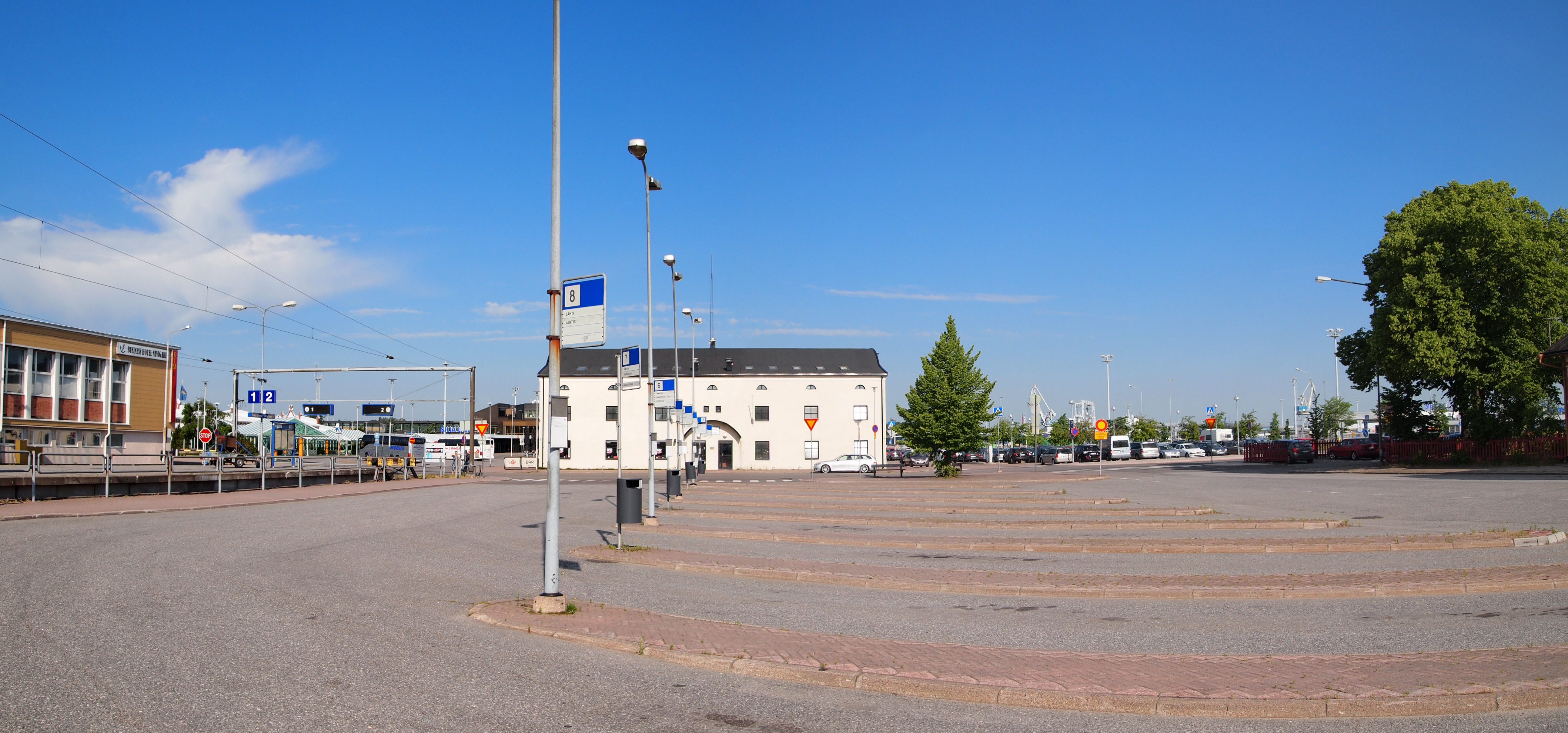
Station de bus du port de Turku.
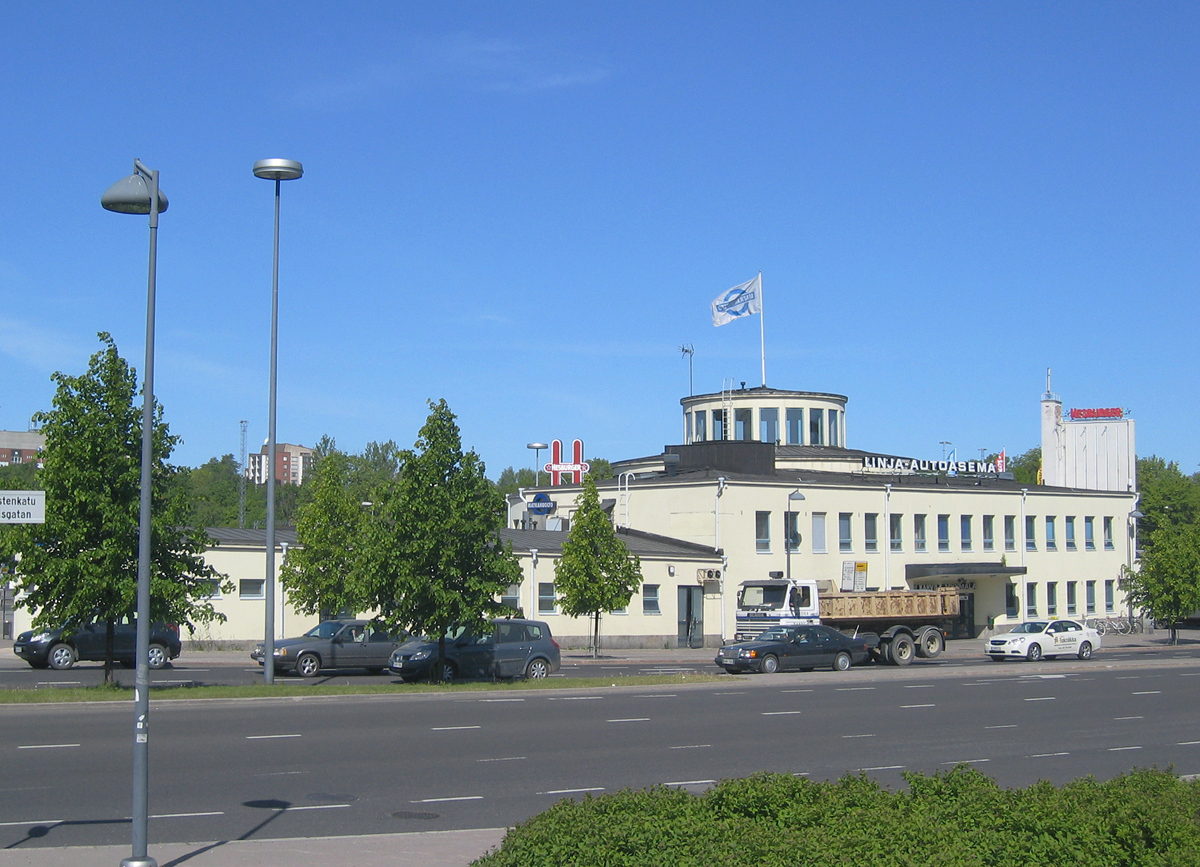
Gare routière de Turku.